# Revine Lago
Revine Lago é uma comuna italiana da região do Vêneto, província de Treviso, com cerca de 2.119 habitantes. Estende-se por uma área de 18 km², tendo uma densidade populacional de 118 hab/km². Faz fronteira com Cison di Valmarino, Limana (BL), Tarzo, Trichiana (BL), Vittorio Veneto.

## Demografia
| Variação demográfica do município entre 1861 e 2011                               |
|                                                                                   |
| Fonte: Istituto Nazionale di Statistica (ISTAT) - Elaboração gráfica da Wikipedia |